# Formica pratensis

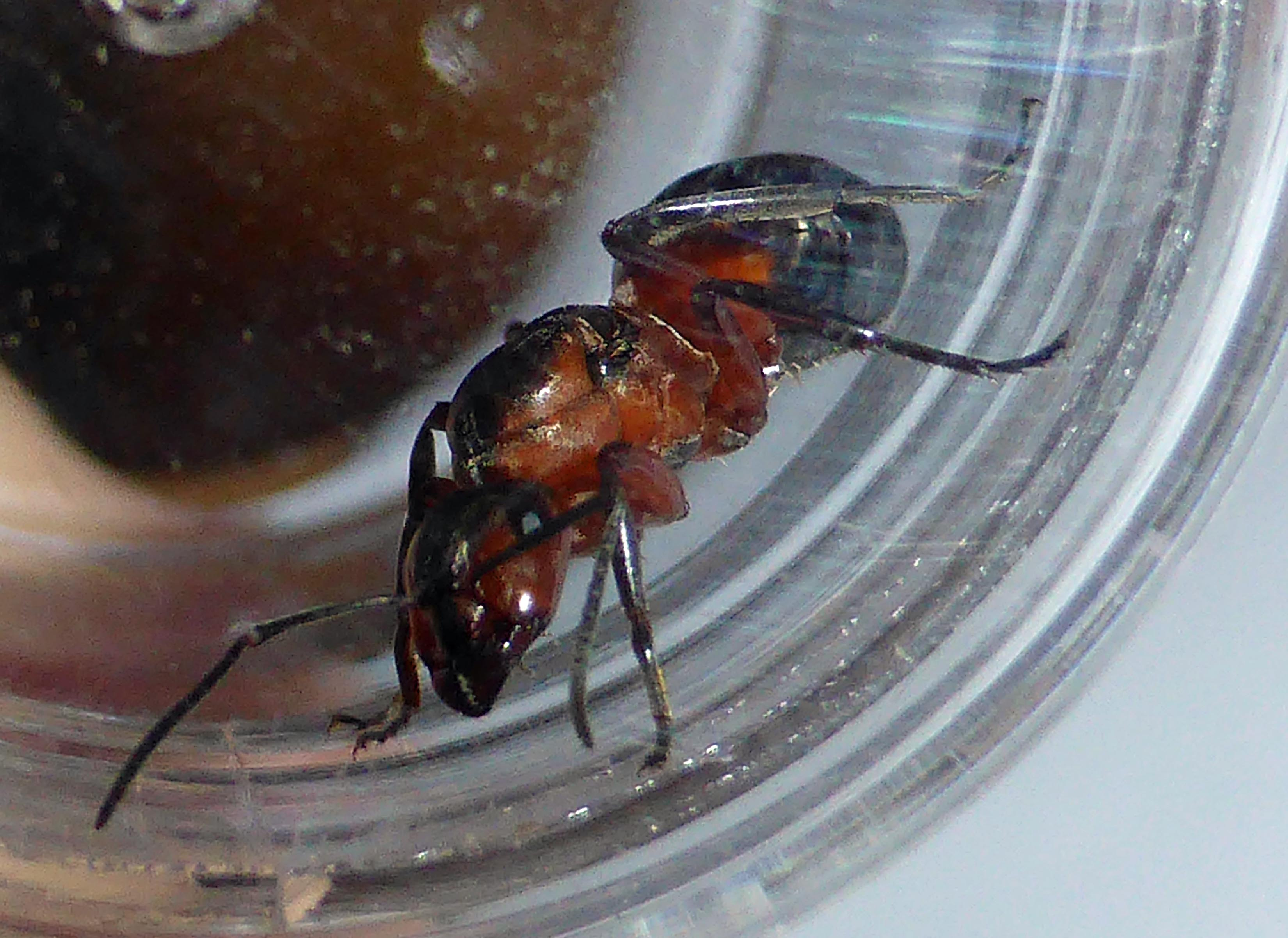
Reine Formica pratensis

Espèce
Statut de conservation UICN

 NT  : Quasi menacé
Formica pratensis est une espèce de fourmis de la sous-famille des Formicinae.